# Gymnasion (Nijmegen)

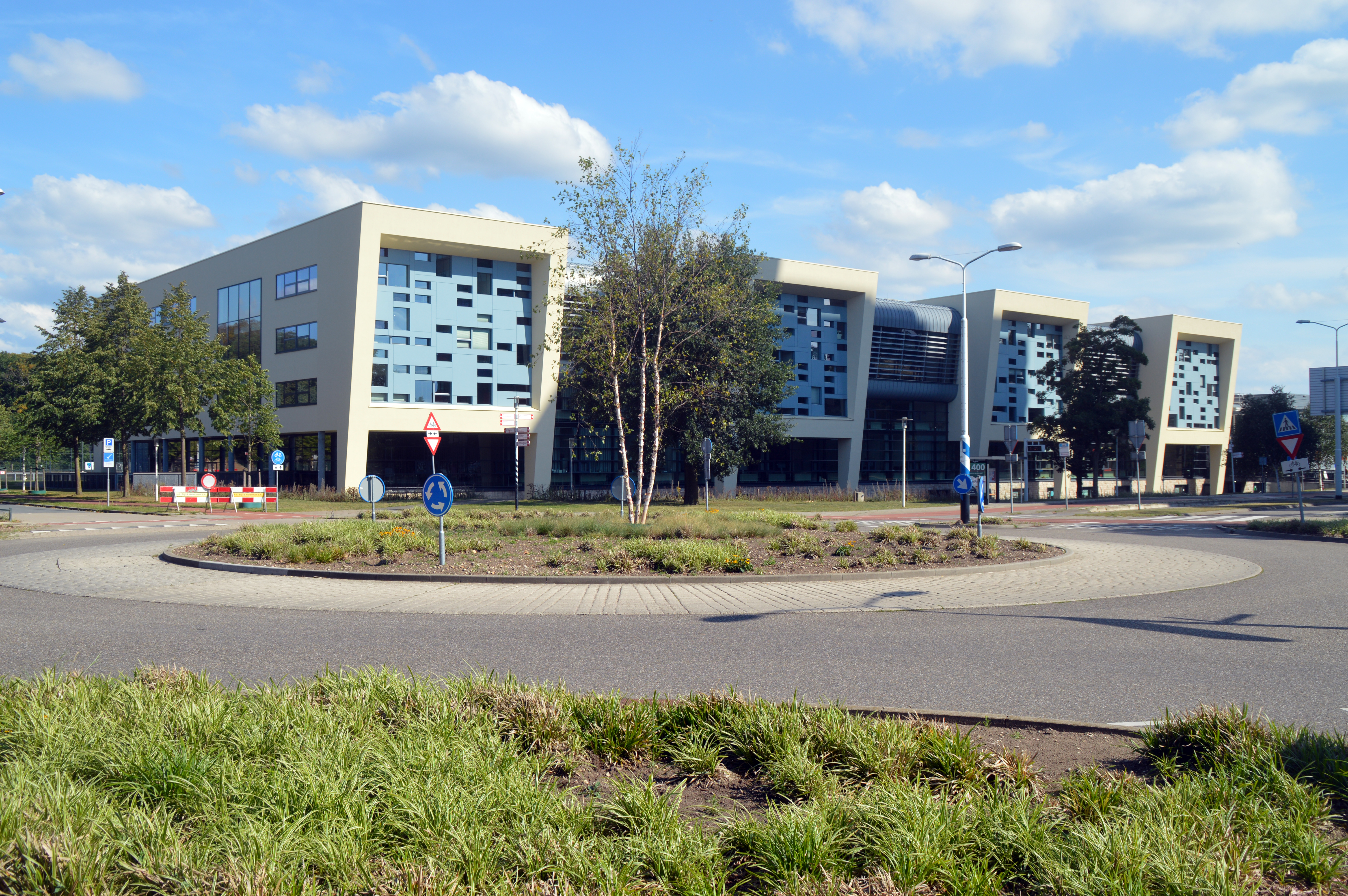
Gymnasion

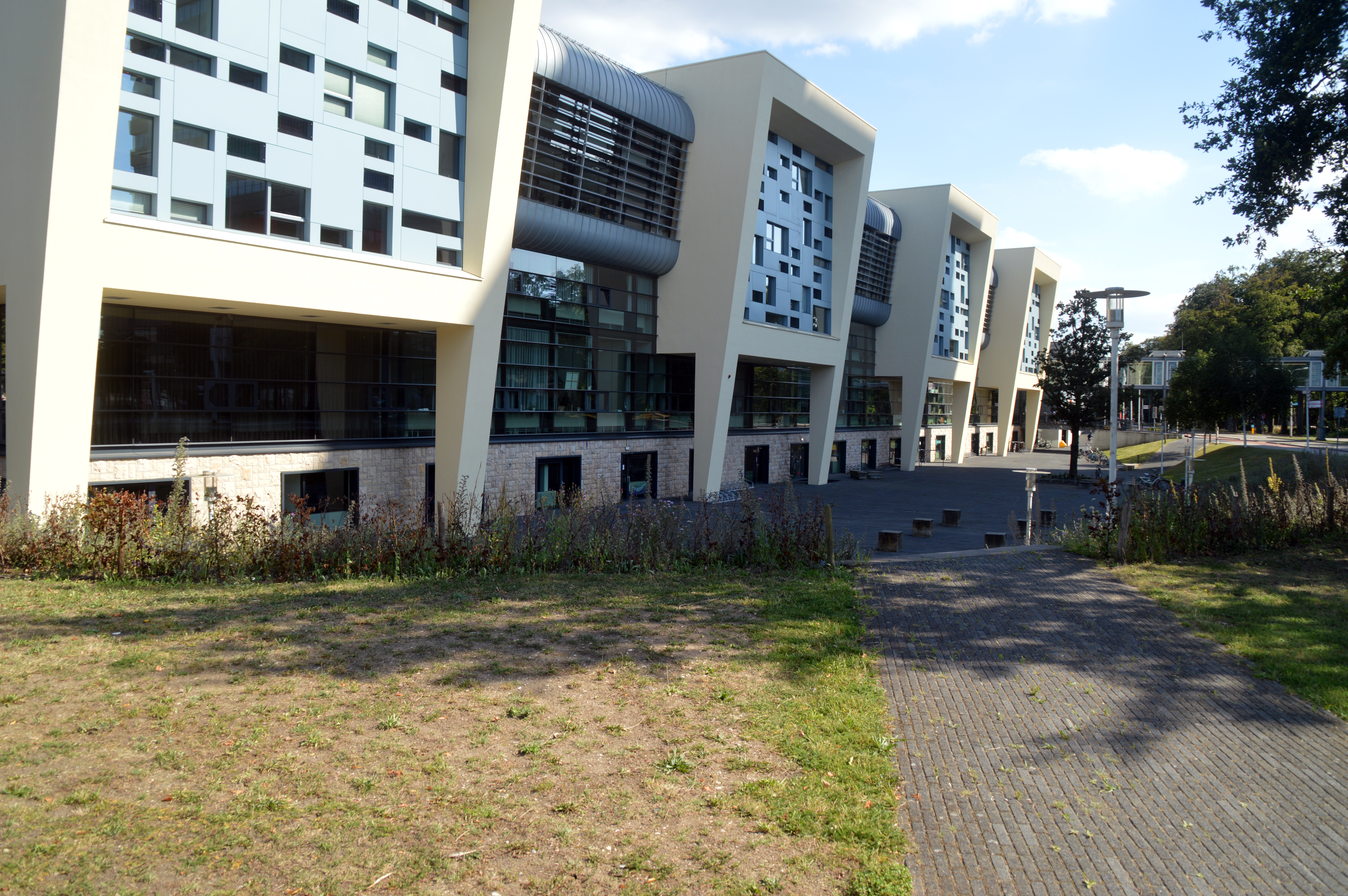
Het Gymnasion met op de achtergrond de loopbrug

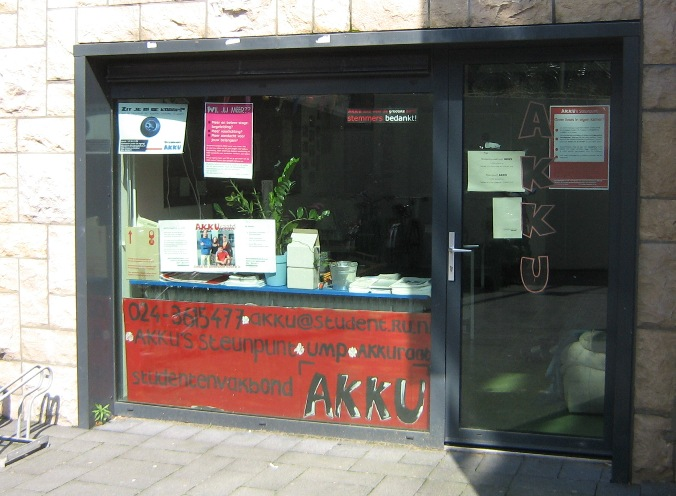
Kantoor van Studentenvakbond AKKU in de Ondergang

Het Gymnasion is een gebouw aan de Heyendaalseweg 141 in Nijmegen, dat in de eerste plaats dienst doet als sportaccommodatie. Het gebouw maakt deel uit van de campus van de Radboud Universiteit Nijmegen (RU). 
Het Gymnasion verbindt tevens de universiteitscampus met het naastgelegen park Brakkenstein.

## Geschiedenis
Het Gymnasion werd ontworpen door AGS Architekten & Planners uit Heerlen en in de periode 1999-2003 gebouwd. Het gebouw werd in juni 2003 in gebruik genomen; alle opleidingen en diensten van de Faculteit Educatie, het Instituut voor Leraar en School en het instituut Opleidingskunde verhuisden naar deze nieuwe locatie. Zowel de RU als de Hogeschool van Arnhem en Nijmegen (HAN) maken gebruik van het Gymnasion.

## Architectuur
Bij de bouw is rekening gehouden met een grote lichtinval. De structurele beglazing, alleen aan de boven- en onderzijde ingeklemd, is geheel zonwerend. Verder werden milieuvriendelijke materialen gebruikt en verwerkt. 

## Voorzieningen
Het gebouw bestaat uit twee hoofdgedeelten: een sportcomplex genaamd het Radboud Sport Centrum, en een kantoor- en onderwijsvleugel. Aan het Radboud Sport Centrum zijn dertig verschillende sportverenigingen verbonden. Het sportcentrum beschikt onder meer over squashbanen, een indoor- en outdoorklimwand, buitenbanen voor tennis, een aparte fitnessruimte en twee grote sporthallen.
Onder het gebouw en het bestaande maaiveld beivnden zich een parkeergarage en een fietsenstalling. Aan de voorzijde van het gebouw is de zogenoemde Ondergang aangebracht. Hier zijn verschillende studentenverenigingen en –vakbonden gehuisvest, zoals Studentenvakbond AKKU en de MSVN.
In het gebouw bevindt zich bovendien een dependance van de Universiteitsbibliotheek, het multidisciplinair StudielandschapStudiecentrum.
Aan de zuidzijde is een een sportcafé op de eerste verdieping gevestigd met een buitenterras. Er is ook een loopbrug over de Heyendaalseweg naar het centrale restaurant De Refter, in het Erasmusgebouw van de RU.
De Service Unit Studentzaken bevindt zich op de eerste verdieping van het Gymnasion.